# Peace Trail
Peace Trail je třicátésedmé studiové album kanadského hudebníka Neila Younga. Vydáno bylo 9. prosince 2016 Youngovým dlouholetým vydavatelstvím Reprise Records. Spolu s Youngem je producentem desky John Hanlon. Jde o akustickou desku, na níž se dále podíleli baskytarista Paul Bushnell, bubeník Jim Keltner a další. Album bylo nahráno ve studiu Shangri-la Studios, jehož vlastníkem je producent Rick Rubin.

## Seznam skladeb
| Pořadí | Název                          | Délka |
| ------ | ------------------------------ | ----- |
| 1.     | Peace Trail                    |       |
| 2.     | Can't Stop Workin'             |       |
| 3.     | Indian Givers                  |       |
| 4.     | Show Me                        |       |
| 5.     | Texas Rangers                  |       |
| 6.     | Terrorist Suicide Hang Gliders |       |
| 7.     | John Oaks                      |       |
| 8.     | My Pledge                      |       |
| 9.     | Glass Accident                 |       |
| 10.    | My New Robot                   |       |